# Едуар Деба-Понсан
Едуа́р Деба́-Понса́н (фр. Édouard Debat-Ponsan; 1847–1913) — французький художник. Учень Александра Кабанеля.

## Біографія
Едуар Деба-Понсан здобув популярність завдяки своїм портретам представників вищих станів і політиків Парижа, картинам на тему давньої історії і сценам з селянського життя. Республіканець, ветеран війни 1870 року. Брав участь в кампанії за відновлення доброго імені капітана Альфреда Дрейфуса, виставивши на Парижському салоні 1898 року картину «Істина, що виходить з колодязя», яку він запропонував Емілю Золя для продажу за передплатою.

## Особисте життя
Діти:
- Жак Деба-Понсан, архітектор і лауреат Великий Римської премії 1912 року
- Жанна Деба-Понсан, яка вийшла заміж за Робера Дебре, засновника сучасної педіатрії у Франції, діда Мішеля Дебре (прем'єр-міністра за генерала де Голля і одного з батьків-засновників П'ятої Республіки) та художника-абстракціоніста Олів'є Дебре, а також прадіда Жана Луї Дебре (політика).

Похований на кладовищі Пассі (13-й сектор, ділянка біля корпусу).

## Твори

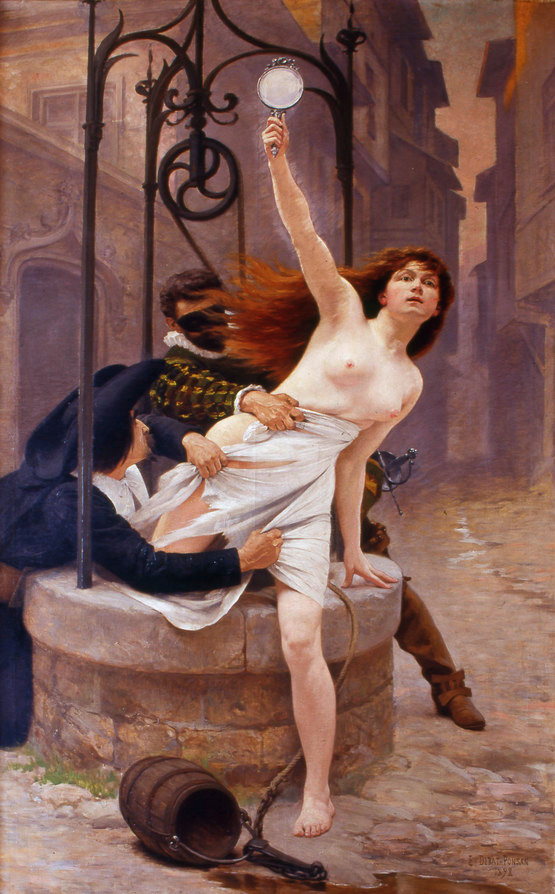
Nec mergitur, або «Істина, що виходить з колодязя», мерія Амбуаза
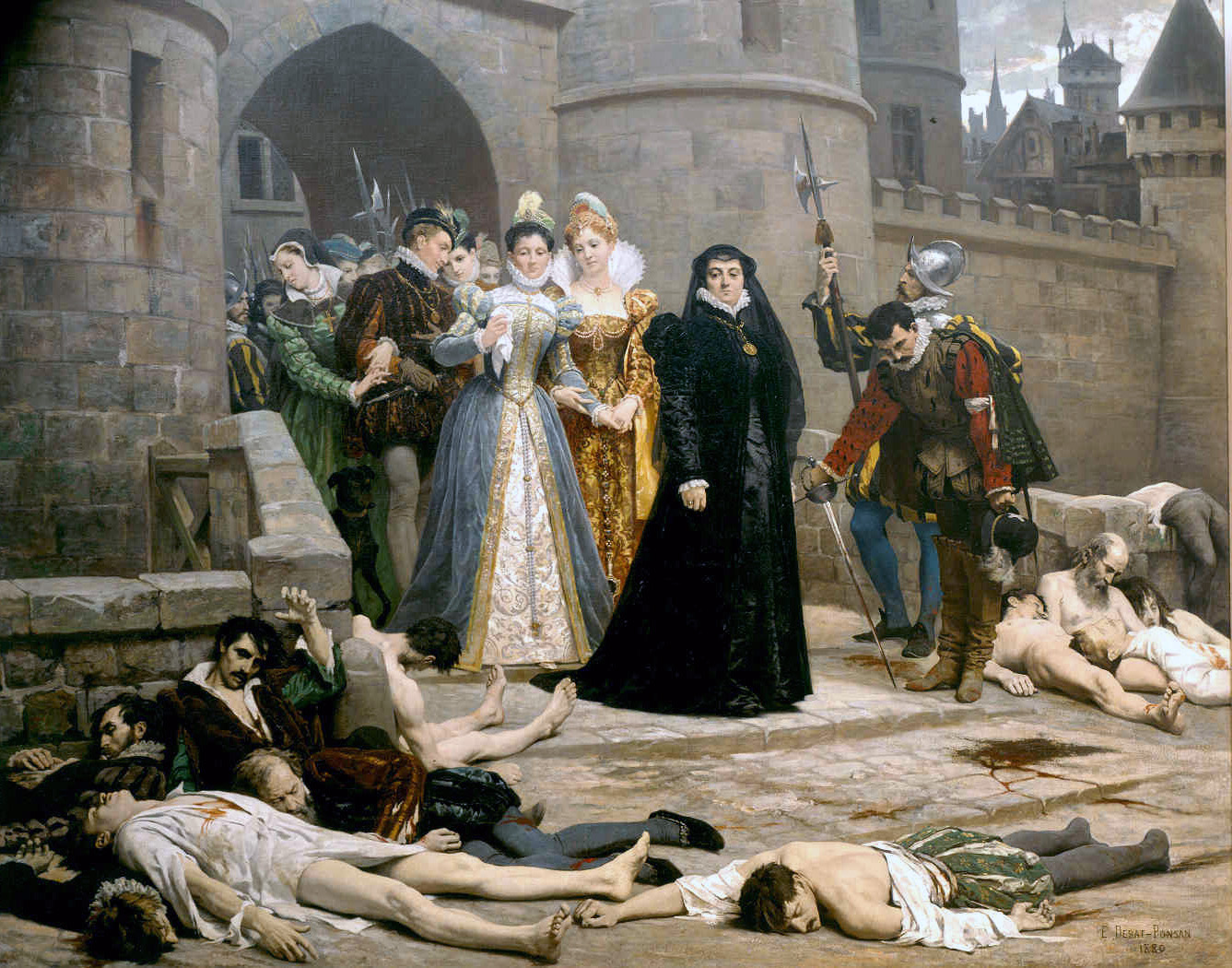
«Ранок біля воріт Лувра» (після Варфоломіївської ночі), 1880, Художній музей Роже-Кіллі, Клермон-Ферран
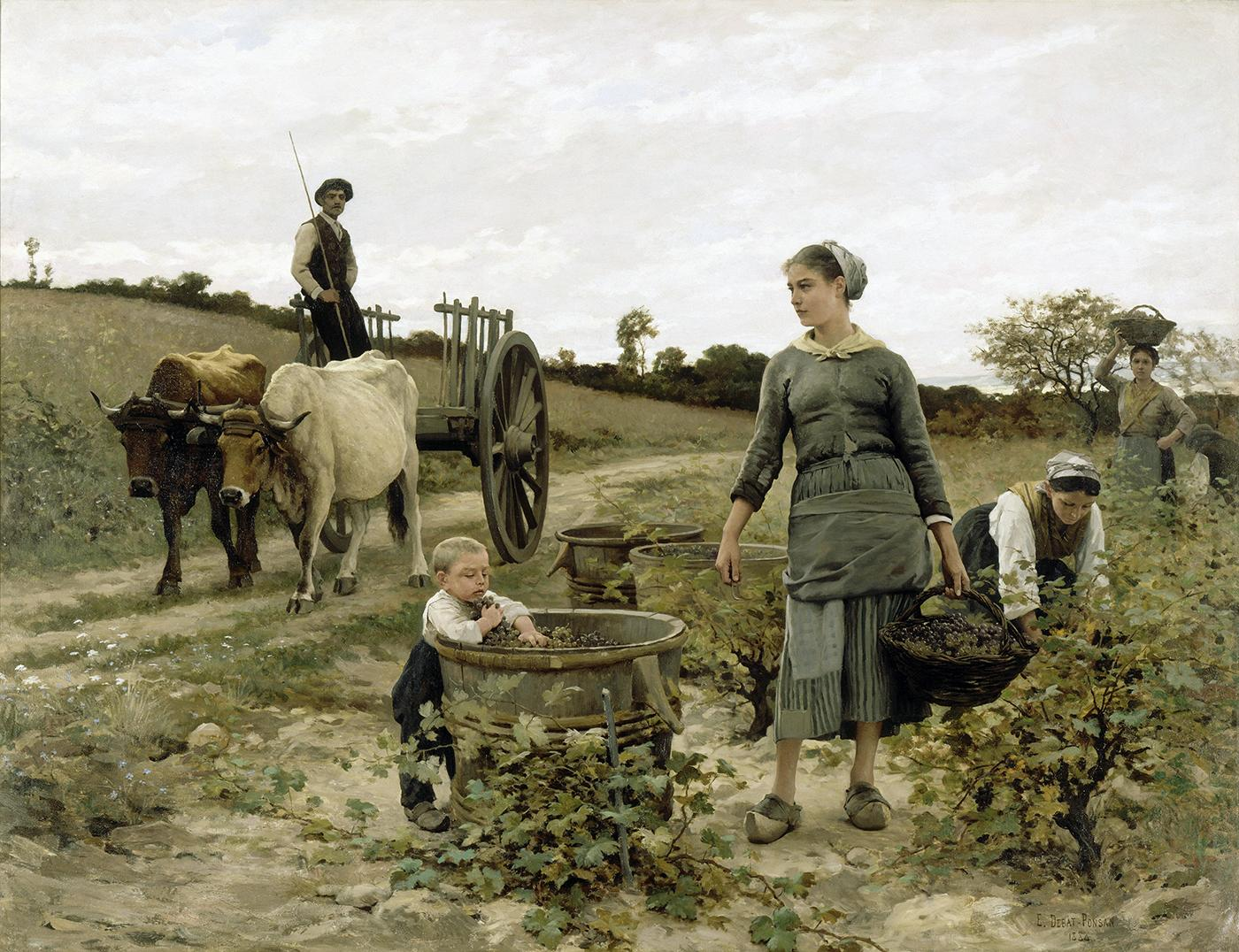
«Куточок виноградника», 1886, Нантський музей образотворчих мистецтв.